# Bun Rany
Bun Rany (Khmer: ប៊ុន រ៉ានី) (sinh 15 tháng 12 năm 1954) là phu nhân Thủ tướng Campuchia Hun Sen và cũng là người đứng đầu Hội Chữ Thập Đỏ Campuchia.

## Danh vị
Danh vị chính thức của bà là Lok Chumteav Kittiprittbandit Bun Rany. Bà thường được gọi bằng danh xưng tôn kính "Lok Chumteav", tiếng Khmer có nghĩa là Phu Nhân.

## Thời trẻ
Bà được sinh ra ở huyện Krouch Chhmar, tỉnh Kampong Cham. Bà là con thứ tư trong một gia đình nông dân có năm người con. Gia đình bà là người Campuchia gốc Hoa, có gốc gác từ đảo Hải Nam, Trung Quốc.

## Cuộc sống riêng tư
Năm 1972, bà là y tá cho Mặt trận Thống nhất Quốc gia Campuchia (National United Front of Kampuchea - NUFK). Bà đã gặp Hun Sen năm 1973 tại một trạm xá ở Kampong Cham khi ông đang điều trị cái chân bị thương. Ngày 5 tháng 1 năm 1976, bà đã cưới Hun Sen trong một đám cưới tập thể cùng với 12 chiến sĩ bị thương khác.